# 御調町定期輸送車

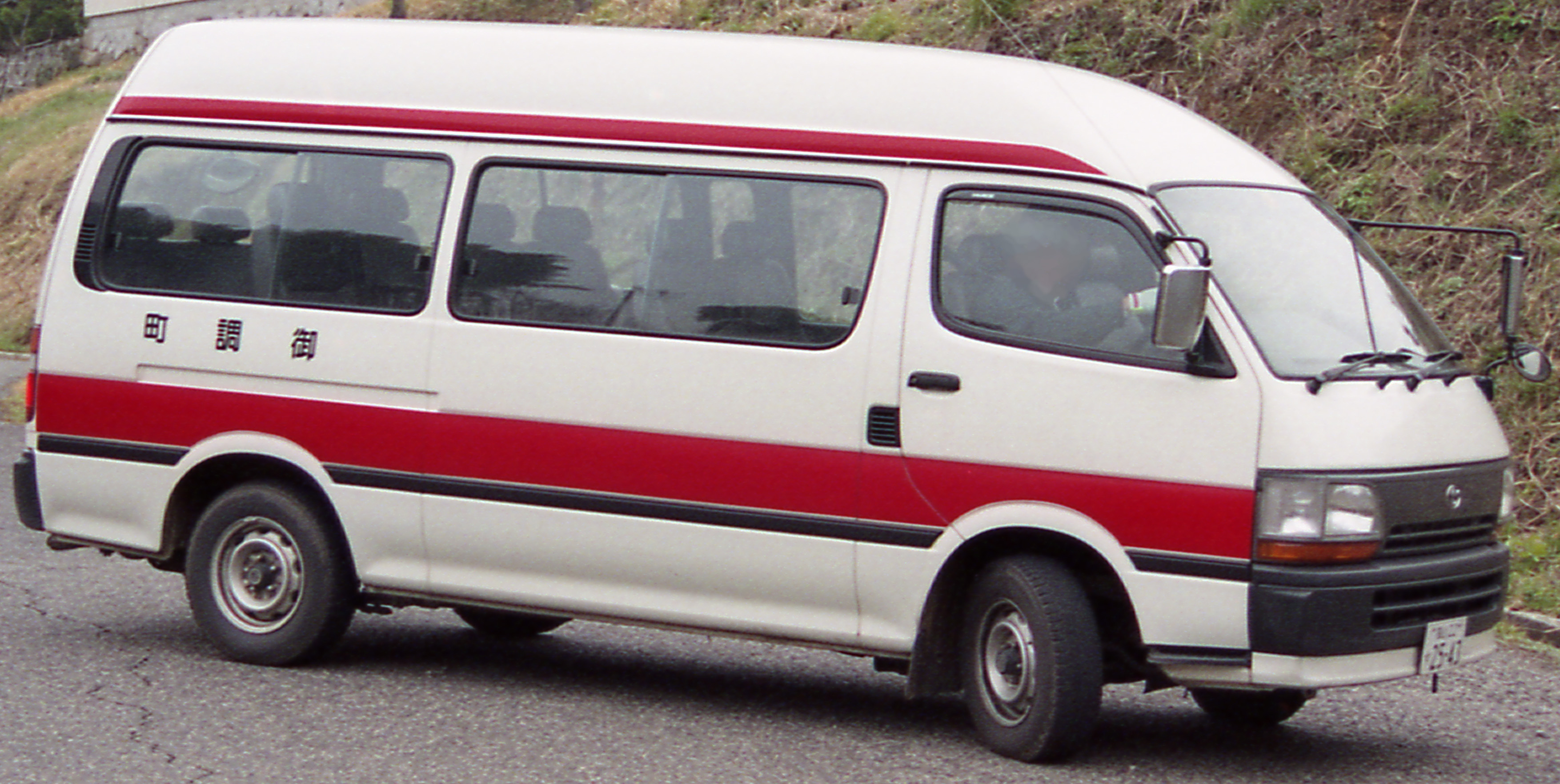
御調町営バスの車両（2002年）

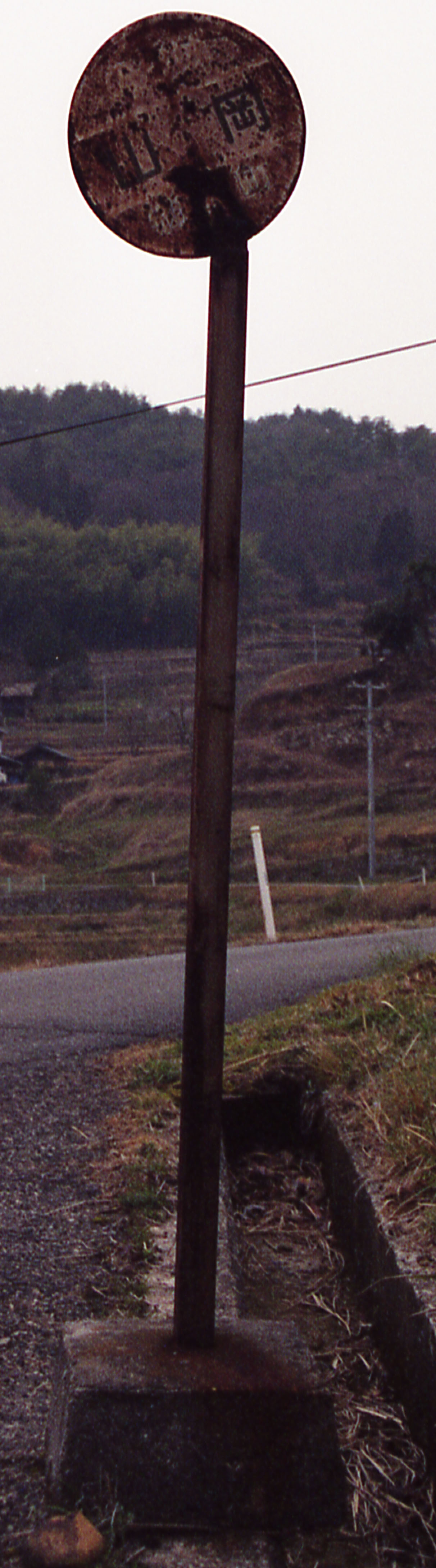
御調町営バスのバス停

御調町定期輸送車（みつぎちょうていきゆそうしゃ）は、広島県御調郡御調町がかつて運行していた自治体バス（廃止代替バス）である。一般には「御調町営バス」と呼ばれていた。運行形態は、道路運送法の規定に基づく自家用自動車（白ナンバー車）による有償運送であった。
御調町が尾道市に合併された後は、中国バスの一般路線に引き継がれている。

## 概要
- 中国バスの路線廃止により、廃止路線代替バスの運行費補助を受けて御調町の直営で運行開始した[1]。
- 日曜・祝祭日は運休だった。

## 沿革
- 1971年6月10日 - 御調町定期輸送車の運行開始[2]。

## 路線
以下1路線があった。
市 - 山岡線
- 市（町営バス車庫前） - （鈴 - ）山岡
  - 鈴地区については、朝の山岡行と昼間の市行は経由しなかった。

### 全バス停所在地
なお、全バス停及びその所在地については、以下の通りであった。
| バス停名             | 所在地                           |
| -------------------- | -------------------------------- |
| 市（町営バス車庫前） | 御調町大字市245番地              |
| 北保育所前           | 御調町大字神211番地1             |
| 村上歯科前           | 御調町大字神字神東149番地1       |
| 八津川石油店前       | 御調町大字神字神東95番地2        |
| 御調中学校下         | 御調町大字高尾字清水96番地1      |
| リョービミツギ前     | 御調町大字高尾字久保田252番地    |
| 沖綾目               | 御調町大字公文字大西14番地1      |
| 公文橋               | 御調町大字公文字西塚平544番地1   |
| 公文                 | 御調町大字公文字西塚平510番地3   |
| 綾目口               | 御調町大字綾目字日伝極1,364番地1 |
| 綾目                 | 御調町大字綾目字湯々之元929番地4 |
| 稲ケ峠口             | 御調町大字綾目字中坪1,444番地    |
| 大谷                 | 御調町大字大原字西谷518番地1     |
| 鈴中                 | 御調町大字大原字蔵座215番地2     |
| 鈴                   | 御調町大字大原字竹之内106番地3   |
| 中大原               | 御調町大字大原字木正田157番地6   |
| 仏谷                 | 御調町大字大原字割石148番地3     |
| 山岡                 | 御調町大字野間字山崎771番地1     |

## 車両
- トヨタ・ハイエースを使用していた。